# Bolitoglossa zacapensis
Bolitoglossa zacapensis es una especie de salamandras en la familia Plethodontidae.

## Distribución geográfica y hábitat
Es endémica de Guatemala.